# 杜䎗
杜䎗（？—1865年），字雲巢，山东滨州旧城人（今山東省濱州市濱城區），清朝政治人物，官至戶部右侍郎。

## 生平
帝師杜受田次子。道光十五年（1835年）登乙未科進士，選庶吉士，散館授翰林院編修。咸豐初年累官兵部右侍郎。咸豐六年（1856年）以戶部右侍郎兼管錢法堂事務。

## 外部連結
- 杜䎗[] 中研院史語所